# Maskinongé (municipio regional de condado)
Maskinongé (AFI: [(maskinɔ̃ᴣe]), es un municipio regional de condado de la provincia de Quebec en Canadá. Está ubicado en la región administrativa de Mauricie. La sede y ciudad más poblada es Louiseville.

## Geografía

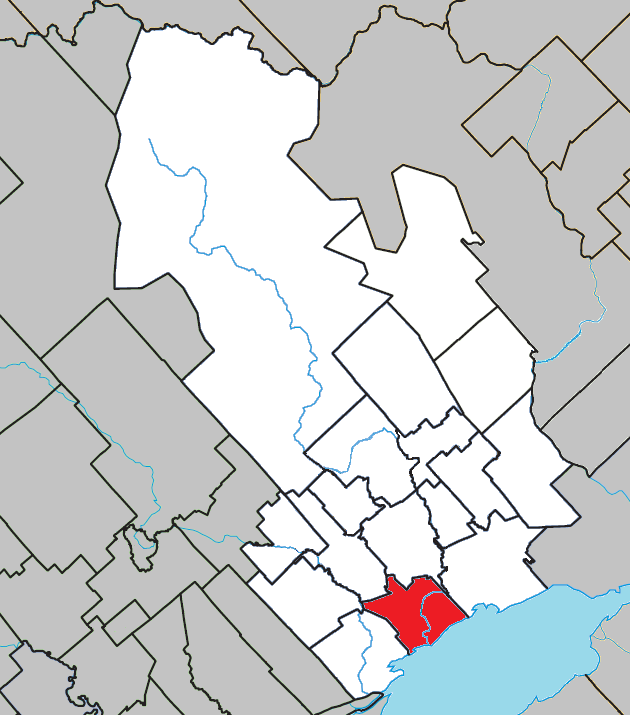
Territorio del MRC de Maskinongé, en roja Louiseville

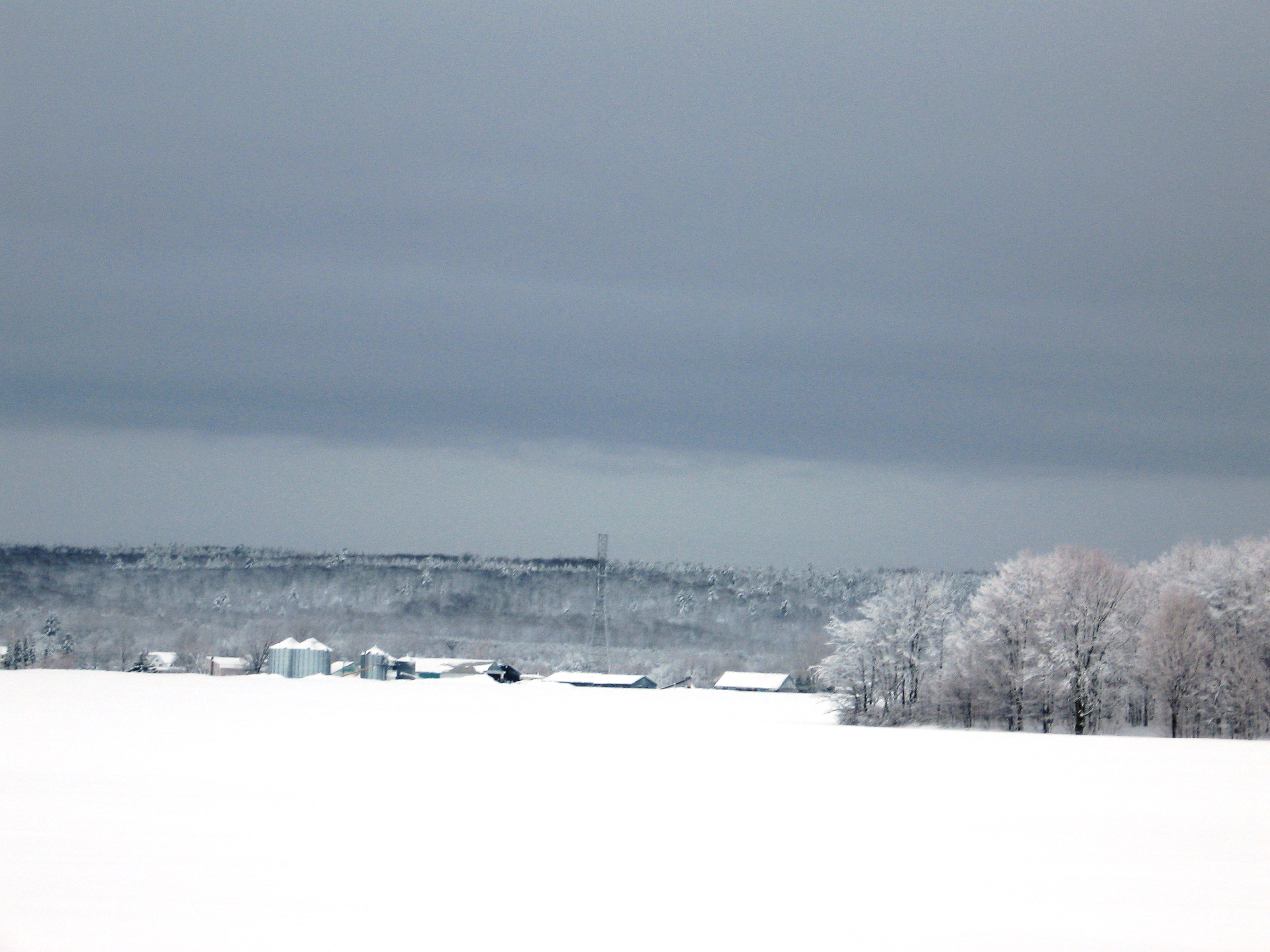
Saint-Justin en invierno

El municipio regional de condado de Maskinongé se encuentra por la ribera izquierda del lago Saint-Pierre, lago fluvial del río San Lorenzo, en la parte oeste de la región de Mauricie. Los MRC limítrofes o territorios equivalentes son D'Autray al suroeste, Matawinie al noroeste, La Tuque y Shawinigan al norte, Trois-Rivières al noreste, y Nicolet-Yamaska al sureste en ribera opuesta del San Lorenzo. El territorio está incluso en tres regiones naturales que son la planicie del San Lorenzo, el macizo de Laurentides meridionales y las Laurentides boreales. Los ríos du Loup, Maskinongé y Yamachiche bañan el MRC antes de desembocar en el lago Saint-Pierre.

## Urbanismo

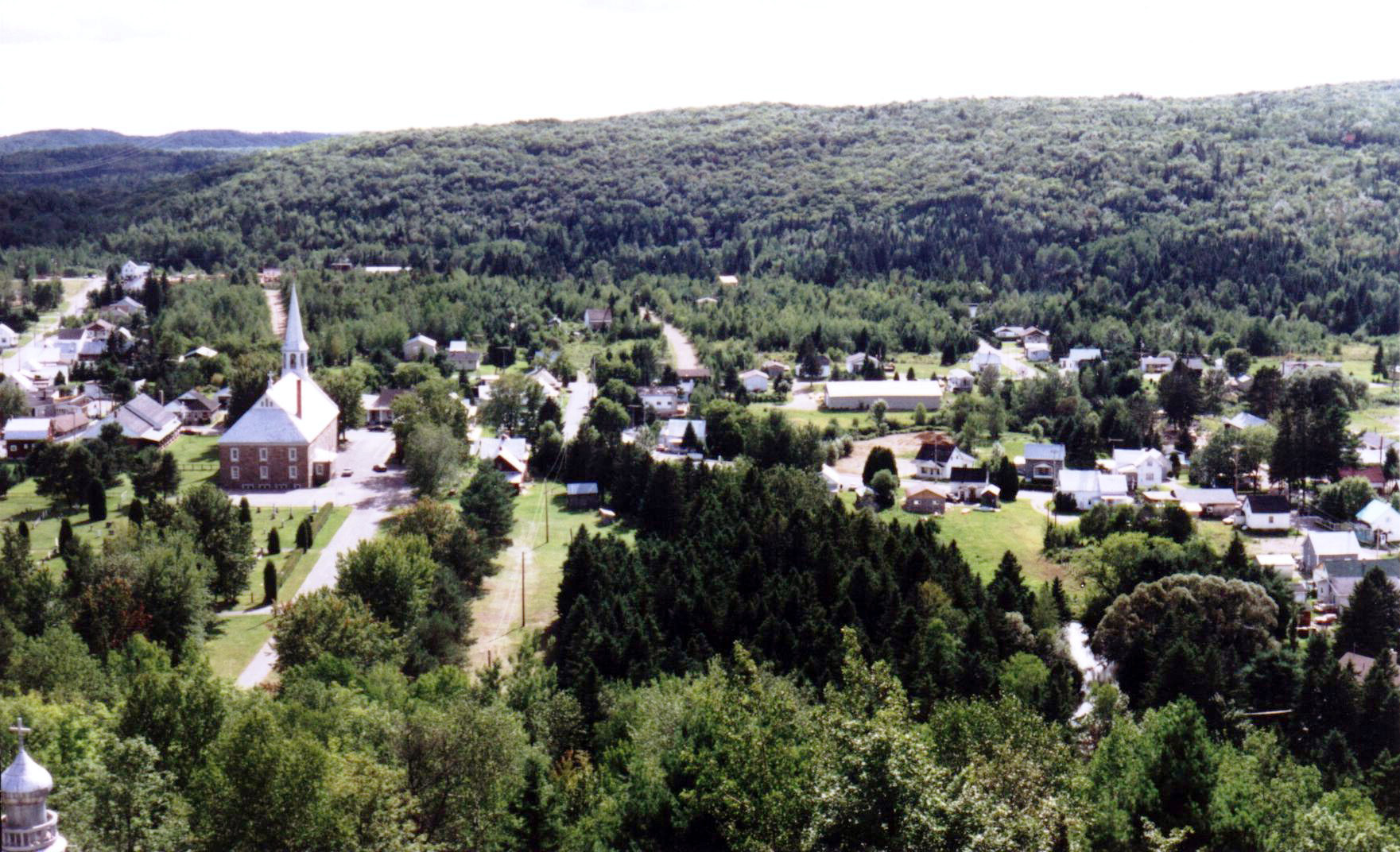
Saint-Élie-de-Caxton

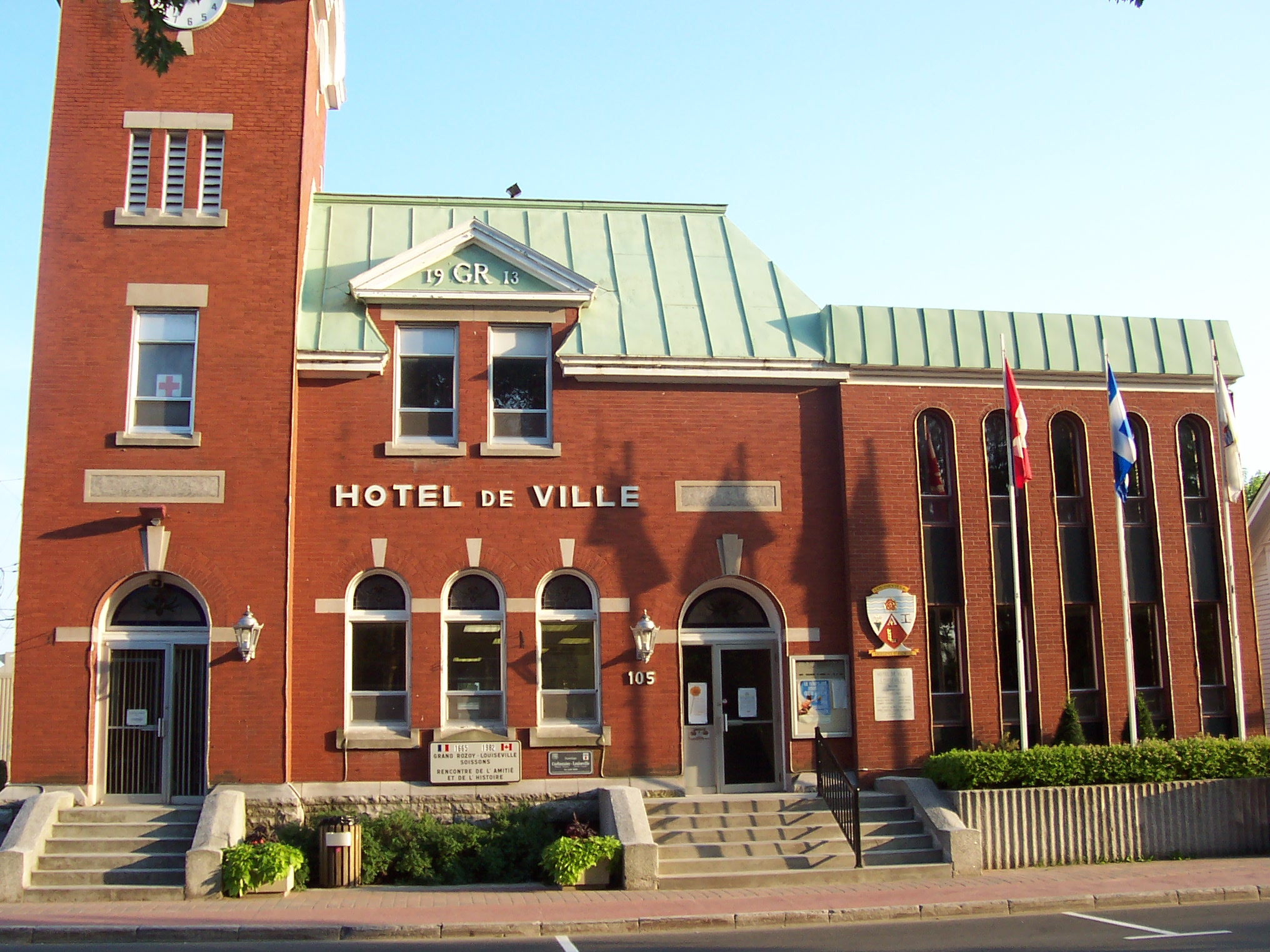
Ayuntamiento de Louiseville

La ocupación del territorio es esencialmente rural en la parte sur y forestal en la parte norte, donde se encuentra la Reserva fáunica de Mastigouche.

## Historia
El MRC fue creado en 1982, sucediendo al antiguo condado de Maskinongé a partir de partes de este condado así como partes de los antiguos condados de Champlain y de Saint-Maurice. El topónimo coge el del antiguo condado, el cual procedió del de la municipalidad. En 2002, durante la reorganización de las ciudades de Trois-Rivières y de Shawinigan que acarreó la disolución de los MRC de Francheville y de Centro de Mauricie, los municipios de Saint-Mathieu-du-Parc, Saint-Élie, Charette, Saint-Boniface (antaño en Centro de Mauricie) y Saint-Étienne-des-Grès (antaño en Francheville) fueron incorporados al MRC de Maskinongé.

## Política
El territorio del MRC de Maskinongé forma parte de las circunscripciones electorales de Maskinongé y Saint-Maurice a nivel provincial y de Berthier-Maskinongé a nivel federal.

## Demografía
Según el censo de Canadá de 2011, había 36 286 habitantes en este MRC. La densidad de población fue de 15,2 hab./km². La población aumentó de 1,8 % entre 2006 y 2011. Hubo 18 483 inmuebles particulares de los cuales 16 130 estaban ocupados por residentes habituales. La población es esencialmente francófona.

## Economía
La economía regional se desarrolla por la industria de transformación, particularmente el vestido, el cuero, el mueble, los productos de metal y de plástico.

## Componentes
Hay 17 municipios en el MRC de Maskinongé. Antes, hubo dos territorios no organizados en la parte norte del MRC, ahora inclusos en el municipio de Saint-Alexis-des-Monts.
| Código | Nombre                      | Tipo      | Fecha de constitución | Área total (km²) | Área agua (km²) | Área tierra (km²) | Población 2013 | Gentilicio (en francés) | Densidad (hab./km²) | DT | Número de concejales | CEP                       | CEF                 |
| ------ | --------------------------- | --------- | --------------------- | ---------------- | --------------- | ----------------- | -------------- | ----------------------- | ------------------- | -- | -------------------- | ------------------------- | ------------------- |
| 51008  | Maskinongé                  | Municipio | 05.04.2001            | 74,21            | 0,97            | 73,24             | 2305           | Maskinongeois, e        | 31,5                | S  | 6                    | Maskinongé                | Berthier-Maskinongé |
| 51015  | Louiseville                 | Ciudad    | 31.12.1988            | 63,54            | 0,88            | 62,66             | 7435           | Louisevillois, e        | 118,7               | S  | 6                    | Maskinongé                | Berthier-Maskinongé |
| 51020  | Yamachiche                  | Municipio | 26.12.1987            | 107,02           | 0,40            | 106,62            | 2871           | Yamachichois, e         | 26,9                | S  | 6                    | Maskinongé                | Berthier-Maskinongé |
| 51025  | Saint-Barnabé               | Parroquia | 01.07.1855            | 59,28            | 0,07            | 59,21             | 1235           | -                       | 20,9                | S  | 6                    | Maskinongé                | Berthier-Maskinongé |
| 51030  | Saint-Sévère                | Parroquia | 01.07.1855            | 32,07            | 0,01            | 32,06             | 324            | Sévèrois, e             | 10,1                | S  | 6                    | Maskinongé                | Berthier-Maskinongé |
| 51035  | Saint-Léon-le-Grand         | Parroquia | 01.07.1855            | 76,01            | 0,58            | 75,43             | 1021           | Léongrandien, ne        | 13,5                | S  | 6                    | Maskinongé                | Berthier-Maskinongé |
| 51040  | Sainte-Ursule               | Parroquia | 01.07.1855            | 68,31            | 0,43            | 67,88             | 1338           | Ursulois, e             | 20,4                | S  | 6                    | Maskinongé                | Berthier-Maskinongé |
| 51045  | Saint-Justin                | Parroquia | 01.07.1855            | 79,74            | 0,23            | 79,51             | 1035           | Justinien, ne           | 13,0                | S  | 6                    | Maskinongé                | Berthier-Maskinongé |
| 51050  | Saint-Édouard-de-Maskinongé | Municipio | 01.07.1950            | 53,95            | 0,42            | 53,53             | 783            | Édouardien, ne          | 14,6                | S  | 6                    | Maskinongé                | Berthier-Maskinongé |
| 51055  | Sainte-Angèle-de-Prémont    | Municipio | 28.08.1917            | 37,89            | 0,22            | 37,67             | 659            | Prémontois, e           | 17,5                | S  | 6                    | Maskinongé                | Berthier-Maskinongé |
| 51060  | Saint-Paulin                | Municipio | 27.07.1988            | 98,07            | 1,71            | 96,36             | 1546           | Paulinois, e            | 16,0                | S  | 6                    | Maskinongé                | Berthier-Maskinongé |
| 51065  | Saint-Alexis-des-Monts      | Parroquia | 21.04.1984            | 1138,72          | 89,72           | 1049,00           | 3069           | Alexismontois, e        | 2,9                 | S  | 6                    | Maskinongé                | Berthier-Maskinongé |
| 51070  | Saint-Mathieu-du-Parc       | Municipio | 30.06.1886            | 228,86           | 12,07           | 216,79            | 1445           | Mathieusaintois, e      | 6,7                 | S  | 6                    | Saint-Maurice             | Berthier-Maskinongé |
| 51075  | Saint-Élie-de-Caxton        | Municipio | 12.04.1865            | 130,06           | 13,36           | 116,70            | 1972           | Caxtonien, ne           | 16,9                | S  | 6                    | Maskinongé                | Berthier-Maskinongé |
| 51080  | Charette                    | Municipio | 09.02.1918            | 42,26            | 0,26            | 42,00             | 1019           | Charettois, e           | 24,3                | S  | 6                    | Maskinongé                | Berthier-Maskinongé |
| 51085  | Saint-Boniface              | Municipio | 01.01.1962            | 111,97           | 3,76            | 108,21            | 4601           | Bonifacien, ne          | 42,5                | S  | 6                    | Saint-Maurice             | Berthier-Maskinongé |
| 51090  | Saint-Étienne-des-Grès      | Parroquia | 14.04.1859            | 105,80           | 2,15            | 103,65            | 4372           | Stéphanois,e            | 42,2                | S  | 6                    | Maskinongé                | Berthier-Maskinongé |
| 510    | Maskinongé                  | MRC       | 01.01.1982            | 2507,76          | 127,24          | 2380,52           | 37 080         | Maskinongeois           | 15,6                | -  | -                    | Maskinongé, Saint-Maurice | Berthier-Maskinongé |

DT división territorial, D distritos, S sin división; CEP circunscripción electoral provincial, CEF circunscripción electoral federal 

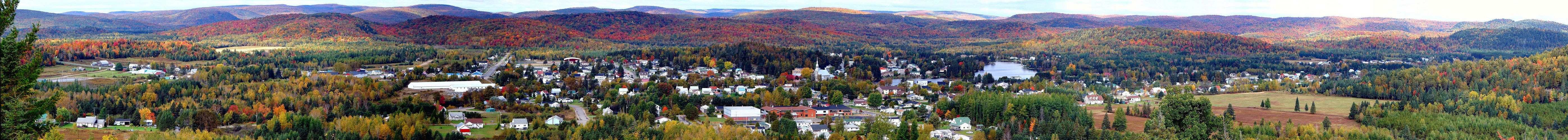
Saint-Alexis-des-Monts